# Günter Mohr

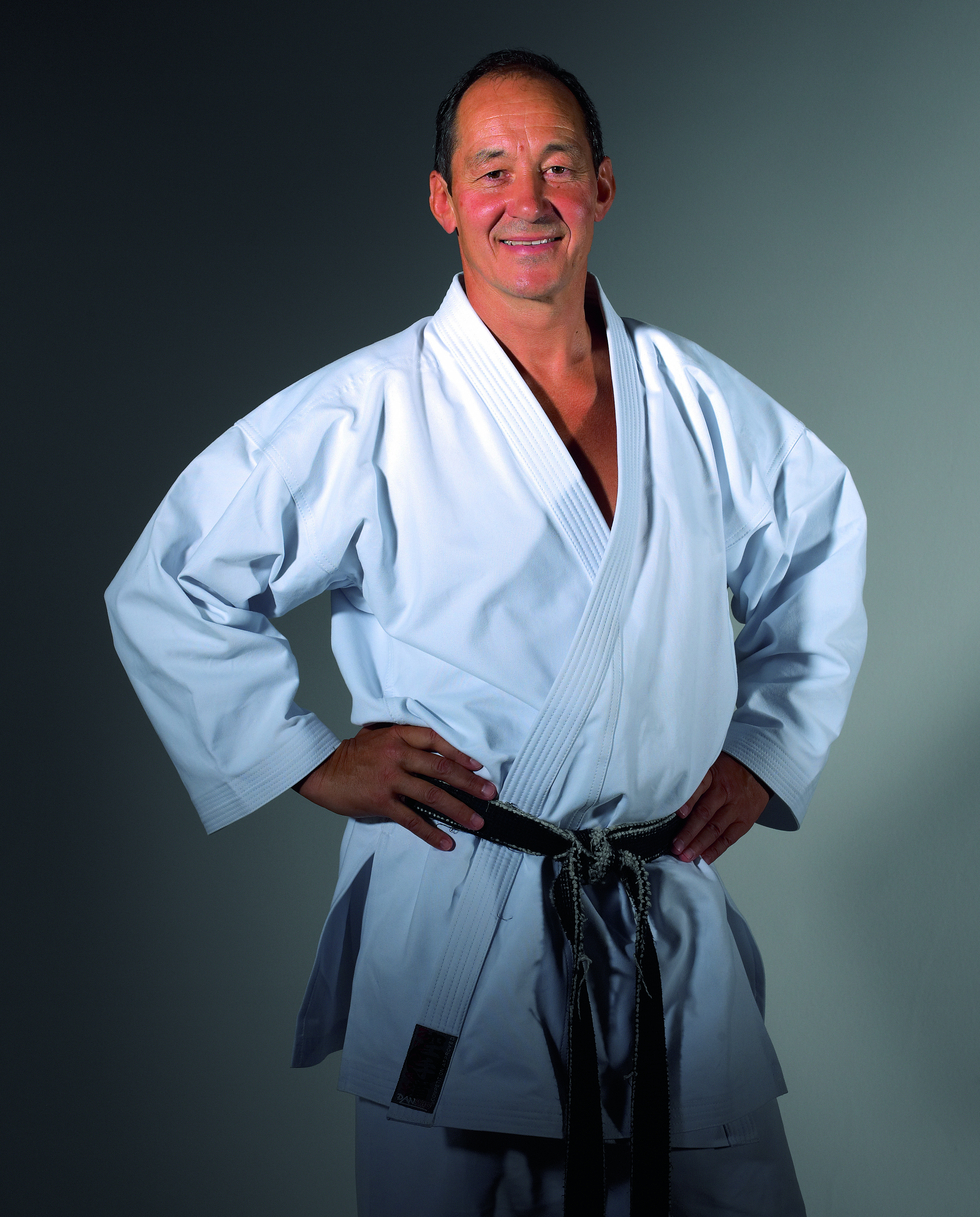
Günter Mohr (2020)

Günter Mohr (* 14. Dezember 1950 in Crailsheim) ist ein deutscher Karateka und Träger des 9. Dan im Shotokan-Karate. Von 1980 bis 2001 war Mohr Karate-Bundestrainer (Kumite) des Deutschen Karate Verbands.

## Biografie
Mit 16 Jahren begann Mohr in einer Stuttgarter Karateschule mit dem Karatetraining. Nach Abschluss der Fachhochschulreife studierte er in Konstanz Informatik. Der Karate- und Judoclub Ravensburg, der heute über 2.500 Mitglieder hat, wurde 1978 von Günter Mohr in Ravensburg gegründet und wurde kurz darauf Karate Landes- und Bundesleistungszentrum. Von 1980 bis ins Jahr 2001 war Günter Mohr Bundestrainer im Deutschen Karate Verband (DKV). Günter Mohr hat die Shotokan-Karate-Akademie ins Leben gerufen. Dieses Seminar bietet individuelle Schulung in den Bereichen Kihon, Kumite und Kata. Seit Jahren ist Mohr Organisator und Trainer bei Karate-Events und Lehrgängen.

## Sportliche Erfolge
Mohr war Vize-Weltmeister im Jahr 1977. Günter Mohr war 1975 und 1979 Deutscher Hochschulmeister. Von 1974 bis 1980 war er mehrfacher Deutscher Meister und gehörte über viele Jahre zur Nationalmannschaft.
Bei der Karate-Europameisterschaft 1972 in Brüssel errang Mohr die Bronze-Medaille im Mittelgewicht und gehörte 1977 zum Vize-Weltmeister-Team von Tokio.
Mohr war von 1980 bis 2001 Nationaltrainer der deutschen Karate-Nationalmannschaft. Mit ihm als Trainer feierte das deutsche Karate-Nationalteam Erfolge bei Europa-, Weltmeisterschaften und vielen Weltcups. Ein Höhepunkt war die Karate-Weltmeisterschaft 2000 in der Olympiahalle in München, die erfolgreichste in der Geschichte des deutschen Karate. Von 2010 bis 2018 war Günter Mohr als Landestrainer der Leistungsklasse im Karateverband Baden-Württemberg (KVBW) tätig.